# Izland fjordjainak listája

Izland legnagyobb fjordjainak térképe

Ezen a lapon Izland legfontosabb fjordjai találhatók:
- Faxaflói
- Hvalfjörður
- Borgarfjörður
- Breiðafjörður
- Hvammsfjörður
- Ísafjarðardjúp
- Húnaflói
- Skagafjörður
- Eyjafjörður
- Skjálfandi (öböl)
- Öxarfjörður
- Vopnafjörður
- Héraðsflói
- Seyðisfjörður
- Reyðarfjörður
- Norðfjörður
- Hrútafjörður
- Kollafjörður
- Steingrímsfjörður
- Eskifjörður
- Mjóifjörður
- Fáskrúðsfjörður
- Siglufjörður
- Hornafjörður

## Fordítás
Ez a szócikk részben vagy egészben  a   List of fjords of Iceland című angol Wikipédia-szócikk ezen változatának fordításán alapul.  Az eredeti cikk szerkesztőit annak laptörténete sorolja fel. Ez a jelzés csupán a megfogalmazás eredetét és a szerzői jogokat jelzi, nem szolgál a cikkben szereplő információk forrásmegjelöléseként.